# Колина, Луис
Луис Колина Альварес (исп. Luis Colina Álvarez; 12 августа 1888, Мадрид — 22 июля 1956, Валенсия) — испанский футбольный судья, тренер и функционер. Участник летних Олимпийских игр 1924 года. Тренер сборной Испании по футболу (1924).

## Биография
Луис Колина родился 12 августа 1888 года в испанском городе Мадрид.
В сезоне-1919/20 был директором мадридского «Реала».
21 декабря 1924 года вместе с Хосе Росичем и Хулианом Олаве возглавлял сборную Испании в домашнем товарищеском матче против Австрии (2:1).
Был футбольным судьёй международного уровня. В 1924—1926 годах был президентом испанской судейской коллегии.
В 1924 году работал на футбольном турнире летних Олимпийских игр в Париже. На матче 1/8 финала Франция — Латвия (7:0) был помощником главного судьи, в поединке той же стадии Египет — Венгрия (3:0) — главным арбитром.
16 марта 1927 года был главным судьёй товарищеского матча между сборными Португалии и Франции (4:0).
Умер 22 июля 1956 года в испанском городе Валенсия.